# Dianthus caucaseus
Dianthus caucaseus är en nejlikväxtart som beskrevs av John Sims. Dianthus caucaseus ingår i släktet nejlikor, och familjen nejlikväxter. Inga underarter finns listade i Catalogue of Life.